# 斯米欽
51°44′44″N 31°36′10″E / 51.74556°N 31.60278°E
斯米欽（烏克蘭語：Смичин），是烏克蘭北部的村莊，隸屬切爾尼希夫州的切爾尼希夫區。該村始建於1663年，面積4.5平方公里，海拔高度133米，2001年人口667，人口密度每平方公里148.2人。